# Pedro de Pastrana
Pedro de Pastrana (Toledo, c. 1495 – Valladolid, 31 de julio de 1563) fue uno de los grandes maestros de la polifonía española del Siglo de Oro. Su figura se ha revalorizado en los últimos tiempos gracias a un detallado estudio de la calidad de su música.

## Vida
Fue nombrado capellán de la corte de Carlos I en Valladolid el 12 de julio de 1527. Dos años después, el 13 de agosto de 1529, el papa Clemente VII lo nombró abad de la abadía del monasterio cisterciense de San Bernardo de Rascaña, extramuros de Valencia. Tomó posesión del cargo el 3 de diciembre del año siguiente, acumulando el cargo al de capellán de la corte.
No está claro cuándo, pero es probable que posterior a su nombramiento com abad, Pastarana fue nombrado maestro de capilla de la capilla musical de don Fernando de Aragón, duque de Calabria y virrey de Valencia. El Duque había reunido uno de los mejores conjuntos musicales de su época, que empleaba a unos veinte cantores, dos organistas, tres sacabuches, tres o cuatro chirimías, un harpista y dos copiantes de música, Pompeo de Russi y el compositor Bartolomé Cárceres.
Después de 1533 y antes de 1535, Pastrana se desplazó a Roma, «a la que los clérigos normalmente viajaban para solucionar problemas o comparecer en litigios sobre rentas eclesiásticas». En 1537, tras el fallecimiento de su esposa, Germana de Foix, y por su deseo expreso, Fernando de Aragón había tomado la decisión de transferir el monasterio de San Bernardo a la orden de San Jerónimo y lo convertirlo en el panteón familiar. La transferencia no se pudo hacer hasta 1544 por la oposición de Pastrana, que tenía grandes beneficios del cargo. Con la excusa del mal estado de la abadía, se instauró el cenobio jerónimo de San Miguel de los Reyes. Pastrana continuó disfrutando del beneficio hasta 1546, cuando fue sustituido como maestro de capilla por Juan de Cepa. Durante su estancia en Valencia, el 20 y 21 de marzo de 1542 tomó las órdenes menores. También fue nombreado canciller del reino de Valencia el 30 de octubre de ese mismo año.
Pastrana regresó a la corte de Carlos I para permaneces como capellán, disfrutando del beneficio que le quedaba. El 28 de diciembre de 1547 fue nombrado maestro de capilla de Don Felipe, el futuro rey, tras el fallecimiento de Juan García de Basurto. Pastrana ya aparecía entre los músicos al servicio de los emperadores en 1533 y 1534, por lo que su música era bien conocida en la corte. Permanecería en la corte hasta su fallecimiento, no acompañando a Felipe II en su estancia en Flandes entre 1548 y 1550, ni en 1554 en su visita a Winchester para el matrimonio del Rey con María I de Inglaterra. Sin embargo si acompañó al príncipe en sus viajes por España, documentadas concretamente en Madrid y Monzón.
En 1558 se jubiló como maestro de capilla de Felipe II, siendo ya mayor y de salud maltrecha, además de que la Capilla flamenca estaba tomando el protagonismo en la corte, con un joven Nicolas Payen como su maestro. El rey le consiguió un beneficio de la Catedral de Córdoba para compensar la pérdida de ingresos del magisterio. En febrero de 1559 dio la aprobación para la publicación del Vergel de música de Martín de Tapia y en 1560 se tienen noticias suyas en Valladolid, donde había instalado su residencia. El 24 de diciembre de 1560 realizó su testamento, dejando todo a su sirviente Jerónimo (de) Ortega, «siempre que siguiese a su servicio en el momento de su muerte.» Estas son las dos últimas acciones que se conocen de Pastrana, que falleció el 31 de julio de 1563 entre las 8 y las 9 de la mañana, en su casa de Valladolid.

## Obra
Su producción musical, esencialmente religiosa, se caracteriza por una refinada polifonía y por su capacidad de renovación. Destacan especialmente sus magnificat, salmos y motetes a cuatro voces, entre otras composiciones.